# Cotinina
La cotinina (1-metil-2-(3-piridinil)-2-pirrolidinona, C10H12N2O) es un alcaloide hallado en el tabaco y como metabolito de la nicotina (es decir un producto de su transformación por el organismo).  Se utiliza para medir la exposición al humo activo y, sobre todo, al pasivo.
La cotinina permanece bastante tiempo en el organismo: solo después de 20 horas se demedia en la sangre. Es posible dosificarla también en la saliva en la orina o en las heces fecales, lo que permite hacer un examen sin extracción de sangre.
La concentración media de la cotinina en la orina de los fumadores expuestos al humo ambiental ha sido medida en 80 ng/ml. La concentración media en los fumadores activos es más o menos de 300 ng/ml.